# SNRPB2
SNRPB2‏ (Small nuclear ribonucleoprotein polypeptide B2) هوَ بروتين يُشَفر بواسطة جين SNRPB2 في الإنسان.